# Louis Hardiquest
Louis Hardiquest (Hoegaarden,  15 de dezembro de 1910 - Hoegaarden, 20 de janeiro de 1991) foi um ciclista belga que foi profissional entre 1932 e 1940.
Durante a sua carreira profissional conseguiu 22 vitórias, entre as quais destaca o Volta à Flandres de 1936.

## Palmarés
- 1932
  - 1º em la Ronde de Haspengouw
  - Vencedor de uma etapa da Volta à Catalunha
- 1933
  - 1º em Deurne-Zuid
  - 1º no Circuito das Regiões Flamengas
  - 1º no Tour de Corrèze
- 1934
  - 1º no Circuito de Morbihan
  - 1º no Circuito das Regiões Flamengas
- 1935
  - 1º em Berchem
  - 1º em Paris-Belfort
  - Vencedor de uma etapa do Tour do Oeste
- 1936
  - 1º no Volta à Flandres
  - 1º na Bruxelas-Queue du Bois
  - 1º em Boom
  - 1º em Elsene
  - 1º em Wavre
  - Vencedor de uma etapa do Tour do Oeste
- 1937
  - 1º na Paris-Boulogne-sur-Mer
  - 1º em Grande Prêmio de Haspengouw
  - 1º em Hoegaarden
  - 1º em Wavre
- 1938
  - 1º em Berchem
  - 1º na Tielt-Amberes-Tielt

### Resultados ao Tour de France
- 1933. Abandona (8ª etapa)
- 1934. Abandona (6ª etapa)
- 1935. Abandona (15ª etapa)